# Jan Nassutowicz

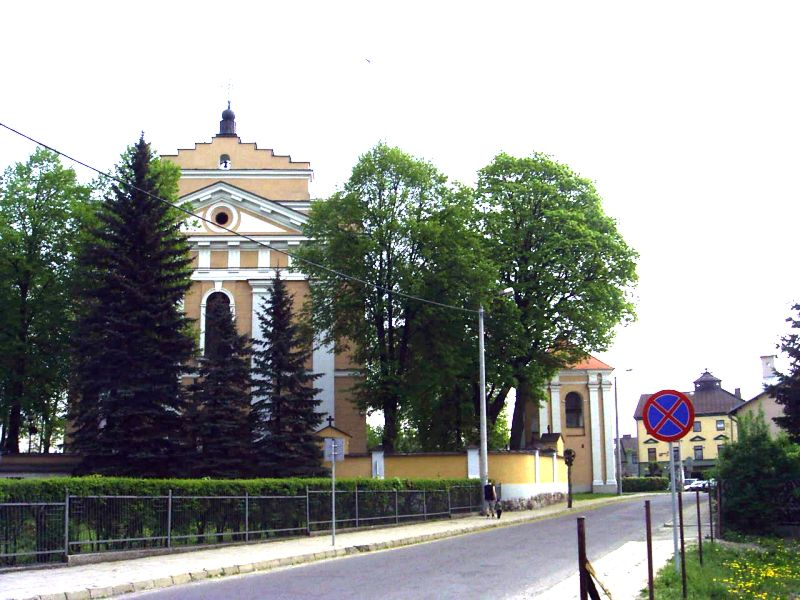
Kościół św. Mikołaja w Międzyrzecu Podlaskim ufundowany przez Jana Nassutowicza – stan obecny

Jan Nassutowicz – starosta brzeski, właściciel Międzyrzeca Podlaskiego.
Zorganizował dobra międzyrzeckie, erygował kilkanaście wsi bojarskich (m.in. Drelów – przed rokiem 1523 i Pościsze), pomiędzy rokiem 1460 a 1477 ufundował nowy murowany kościół pod wezwaniem św. Mikołaja w Międzyrzecu Podlaskim, uzyskał w roku 1486 przywileje na targi i jarmarki.